# نهائي كأس رابطة الأندية الإنجليزية المحترفة 1983
نهائي كأس الرابطة الإنجليزية 1983 هي مباراة كرة القدم في كأس رابطة الأندية الإنجليزية المحترفة، لعبت المباراة في 26 مارس 1983 بين حامل لقب بطولة الدوري نادي ليفربول ومانشستر يونايتد، فاز ليفربول في المباراة بنتيجة (2-1)، سجل نورمان وايتسايد في المباراة لمانشستر يونايتد، قبل ان يتعادل آلان كينيدي قبل 15 دقيقة من نهاية المباراة، وسُجل هدف الفوز في الدقيقة 8 من الوقت الإضافي عن طريق روني ويلان، لُعبت المباراة على ملعب ويمبلي أمام ما يقرب من 100,000 متفرج.

## التفاصيل
| ليفربول                         | 2–1    | مانشستر يونايتد     |
| ------------------------------- | ------ | ------------------- |
| الان كنيدي 75' · روني ويلان 98' | Report | نورمان وايتسايد 12' |